# جلوة مزركشة الرأس
الجلوة مزركشة الرأس أو المردن الشوكي (باللاتينية: Atractylis phaeolepis) نوع نباتي يتبع جنس الجلوة من الفصيلة النجمية.

## الموئل والانتشار
ينتشر في بلاد الشام والمغرب العربي.